# Hauschka
Hauschka is de artiestennaam van Volker Bertelmann (Kreuztal, 1966) is een Duitse muzikant, experimenteel pianist en componist. Hij is vooral bekend om zijn composities voor geprepareerde piano.

## Levensloop

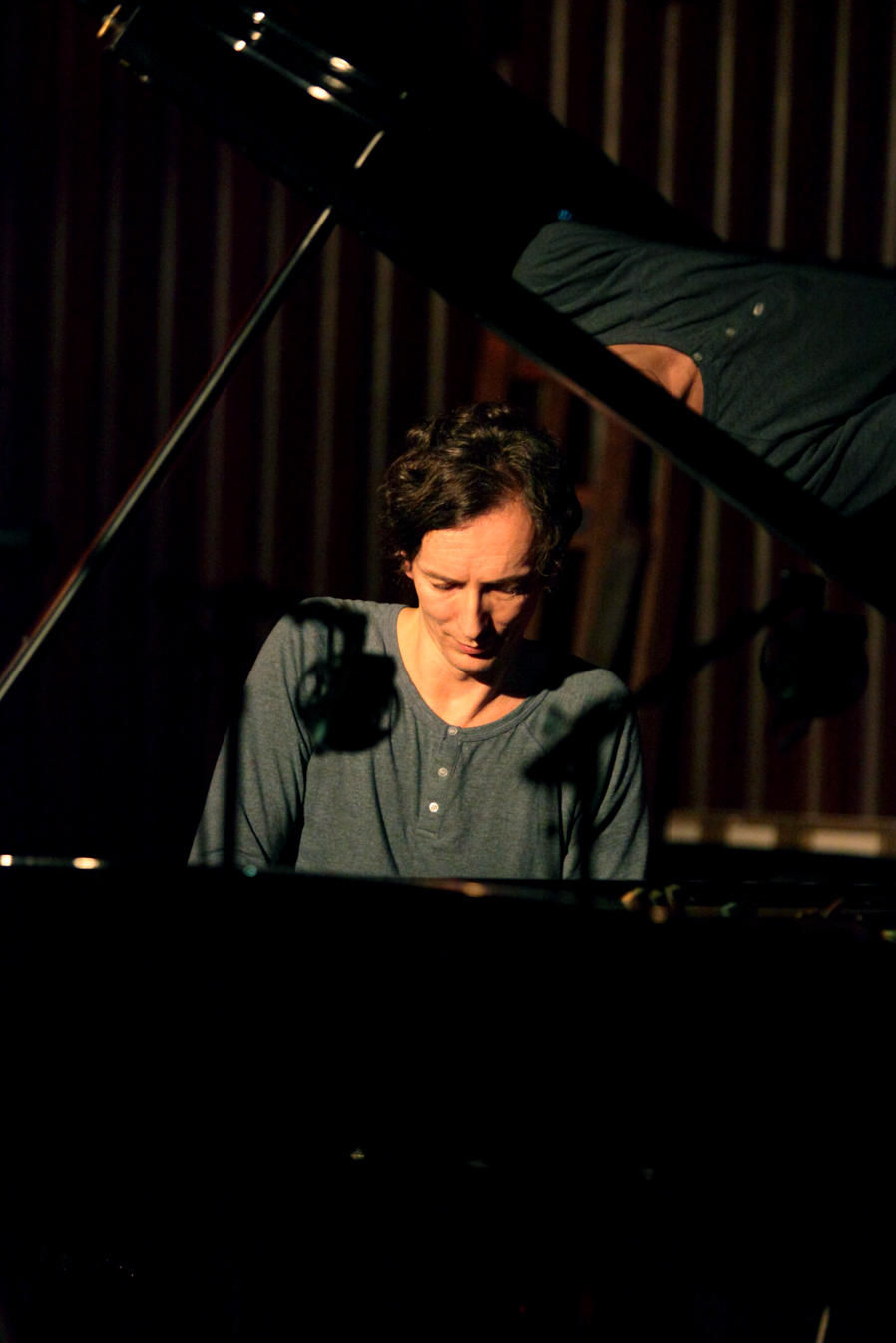
Hauschka tijdens een solo-optreden in The Sugar Club Dublin in 2009.

Bertelmann richtte zijn eerste rockband op toen hij veertien was. Maar na het verlaten van de school verhuisde hij naar Keulen, waar hij eerst geneeskunde en daarna bedrijfseconomie studeerde. Hij verliet beide echter al snel om zich op muziek te concentreren. In 2008 toerde Bertelmann samen met de IJslandse band múm langs de Amerikaanse oostkust.
In 2016 werkte Bertelmann in samenwerking met Dustin O'Halloran aan de filmmuziek voor de film The Lion, die werd genomineerd voor een Oscar, Golden Globe en BAFTA in de categorie best filmmuziek. Sindsdien heeft Bertelmann partituren gecomponeerd voor tal van film- en televisieprojecten, waaronder de biografische thriller Hotel Mumbai en de oorlogsfilm Im Westen nichts Neues. Met de laatstgenoemde film won hij in 2023 de Oscar voor beste filmmuziek en de BAFTA voor beste filmmuziek.

## Discografie

### Albums
- Substantial (2004)
- The prepared piano (2005)
- What a day (EP 2006)
- Room to Expand (2007)
- Versions of the Prepared Piano (2007)
- Ferndorf (2008)
- Snowflakes and Carwrecks (2008)
- Small Pieces (2009)
- Foreign Landscapes (2010)
- Salon Des Amateurs (2011)
- Salon Des Amateurs Remixes (2012)
- Youyoume (EP 2011)
- Pan Tone (EP 2011) met Hildur Guðnadóttir
- Silfra (2012) met Hilary Hahn
- Abandoned City (2014)
- 5 Movements (EP 2016) met Dustin O'Halloran
- A NDO C Y (2015)
- What If (2017)
- A Different Forest (2019)
- Upstream (2021)
- Philanthropy (2023)

### Soundtrackalbums
- The Boy (2015, Milan Records)
- Lion (2016, Sony Music)
- In Dubious Battle (2017, Lakeshore Records)
- Gunpowder (2017, Sony Music)
- 1000 Arten Regen Zu Beschreiben (2018, Needlewood Records)
- Was Uns Nicht Umbringt (2018, Sony Classical)
- Patrick Melrose (2018, Music On Vinyl)
- Adrift (2018, Sony Classical)
- Hotel Mumbai (2019, Varèse Sarabande)
- The Art of Racing in the Rain (2019, Fox Music)
- Gut Gegen Nordwind (2019, Sony Music)
- Dublin Murders (2020, Needlewood Records)
- Summerland (2020, Needlewood Records)
- The Old Guard (2020, Milan Records)
- Schnee von gestern (2020, Needlewood Records)
- Als Hitler das rosa Kaninchen stahl (2020, Needlewood Records)
- Downhill (2020, Fox Music)
- A Christmas Carol (2020, Hollywood Records)
- Ammonite (2020, Milan Records)
- Stowaway (2022, Lakeshore Records)
- Life After Life (2022, Sony Classical)
- All Quiet on the Western Front (2022, Netflix Music)
- Barbarians: Season 2 (2022, Netflix Music)
- War Sailor (2022, Lakeshore Records)
- Against The Ice (2022, Netflix Music)
- Jules (2023, Vinyl Me, Please)
- Beyond The Sea 2023, Netflix Music)
- The Dive (2024, Music On Vinyl) met Raffael Seyfried
- One Life (2024, Lakeshore Records)

## Filmografie
| Jaar | Titel                               | Opmerkingen           |
| ---- | ----------------------------------- | --------------------- |
| 2007 | Wortbrot                            |                       |
| 2008 | Höhere Gewalt                       |                       |
| 2010 | QC Notorious                        |                       |
| 2012 | Glück                               |                       |
| 2014 | Praia do Futuro                     |                       |
| 2015 | The Boy                             |                       |
| 2016 | In Dubious Battle                   |                       |
| 2016 | The Lion                            | met Dustin O'Halloran |
| 2017 | The Current War                     | met Dustin O'Halloran |
| 2017 | 1000 Arten Regen zu beschreiben     |                       |
| 2018 | Adrift                              |                       |
| 2018 | Was uns nicht umbringt              |                       |
| 2018 | Hotel Mumbai                        |                       |
| 2018 | Ashes in the Snow                   |                       |
| 2019 | The Art of Racing in the Rain       | met Dustin O'Halloran |
| 2019 | The Perfect Candidate               |                       |
| 2019 | Gut gegen Nordwind                  |                       |
| 2019 | Als Hitler das rosa Kaninchen stahl |                       |
| 2020 | Downhill                            |                       |
| 2020 | The Old Guard                       | met Dustin O'Halloran |
| 2020 | Summerland                          |                       |
| 2020 | Ammonite                            | met Dustin O'Halloran |
| 2020 | Home                                | met Raffael Seyfried  |
| 2021 | Stowaway                            |                       |
| 2021 | Monte Verità                        |                       |
| 2022 | Against the Ice                     |                       |
| 2022 | Krigsseileren                       |                       |
| 2022 | Veden vartija                       |                       |
| 2022 | Im Westen nichts Neues              |                       |
| 2023 | Jules                               |                       |
| 2023 | The Dive                            | met Raffael Seyfried  |
| 2023 | One Life                            |                       |
| 2023 | One for the Road                    |                       |
| 2024 | A Sacrifice                         |                       |
| 2024 | The Crow                            |                       |
| 2024 | Conclave                            |                       |

## Overige producties

### Televisiefilms
| Jaar | Titel                | Opmerkingen |
| ---- | -------------------- | ----------- |
| 2020 | Sörensen hat Angst   |             |
| 2023 | Sörensen fängt Feuer |             |

### Televisieseries
| Jaar | Titel                 | Opmerkingen                       |
| ---- | --------------------- | --------------------------------- |
| 2017 | Gunpowder             |                                   |
| 2018 | Patrick Melrose       |                                   |
| 2019 | The Name of the Rose  |                                   |
| 2019 | Dublin Murders        |                                   |
| 2019 | A Christmas Carol     | met Dustin O'Halloran             |
| 2020 | Your Honor            | 2020-2021                         |
| 2021 | Wild Republic         |                                   |
| 2021 | Westwall              |                                   |
| 2022 | Life After Life       |                                   |
| 2022 | Barbarer              | met Ali N. Askin en Maurus Ronner |
| 2023 | Unwanted              |                                   |
| 2024 | Dune: Prophecy        |                                   |
| 2024 | The Day of the Jackal |                                   |

### Documentaires
| Jaar | Titel                                    | Opmerkingen |
| ---- | ---------------------------------------- | ----------- |
| 2008 | Schnee von gestern                       |             |
| 2014 | Heye Shalom, Peter Schwarz               |             |
| 2016 | Deutschland. Made by Germany             |             |
| 2017 | AlphaGo                                  |             |
| 2017 | Exodus Where I Come from Is Disappearing |             |
| 2019 | Cunningham                               |             |
| 2019 | Dialogue Earth                           |             |
| 2023 | Hollywoodgate                            |             |

## Prijzen en nominaties

### Academy Awards
| Jaar | Titel                  | Categorie        | Uitslag     |
| ---- | ---------------------- | ---------------- | ----------- |
| 2017 | The Lion               | Beste filmmuziek | Genomineerd |
| 2023 | Im Westen nichts Neues | Beste filmmuziek | Gewonnen    |

### BAFTA Awards
| Jaar | Titel                  | Categorie        | Uitslag     |
| ---- | ---------------------- | ---------------- | ----------- |
| 2017 | The Lion               | Beste filmmuziek | Genomineerd |
| 2023 | Im Westen nichts Neues | Beste filmmuziek | Gewonnen    |

### Golden Globe Awards
| Jaar | Titel    | Categorie        | Uitslag     |
| ---- | -------- | ---------------- | ----------- |
| 2017 | The Lion | Beste filmmuziek | Genomineerd |
| 2025 | Conclave | Beste filmmuziek | Genomineerd |

## Hitlijsten

### Albums
| Album met eventuele hitnotering(en) in de Nederlandse Album Top 100 | Datum van verschijnen | Datum van binnenkomst | Hoogste positie | Aantal weken | Opmerkingen     |
| ------------------------------------------------------------------- | --------------------- | --------------------- | --------------- | ------------ | --------------- |
| Silfra                                                              | 2012                  | 26-01-2013            | 63              | 1            | met Hilary Hahn |